# ويليام هنري كارتر
ويليام هنري كارتر (بالإنجليزية: William Henry Carter)‏ هو سياسي أمريكي، ولد في 15 يونيو 1864 في نيدهام في الولايات المتحدة، وتوفي بنفس المكان في 23 أبريل 1955. حزبياً، نشط في الحزب الجمهوري. وقد انتخب عضو مجلس نواب ماساتشوستس وانتخب عضو مجلس النواب الأمريكي.